# Autorail wittfield
Troche Horst, Die Akkumulator-Triebwagen
Les autorails à accumulateurs Wittfield (du nom de leur concepteur, Gustav Wittfeld (de)) constituaient la première série consistante d'autorails électriques à accumulateurs des chemins de fer prussiens, mis en service entre 1907 et 1915 où ils reçurent la désignation AT3 (Akkumulatortriebwagen drei). Simples et robustes, ils restèrent en service jusqu'en 1962 à la DB.

## Description
L'objectif fixé par les chemins de fer prussiens était de disposer d'engins économiques et faciles à utiliser, afin de transporter une centaine de personnes sur des lignes au profil facile d'une centaine de kilomètres de long et à une vitesse de pointe de 50 km/h. Divers séries prototypes avaient été conçues, d'où Wittfeld tira un engin bi-caisse avec un compartiment distinct pour y loger 84 batteries au plomb aux extrémités de chaque caisse (afin de ne pas exposer le personnel et les voyageurs aux vapeurs d'acide qui pouvaient s'échapper de celles-ci), ce qui leur donna cette silhouette aux nez caractéristiques. 
À l'origine, ils ne comportaient que deux essieux par caisse. Certains disposaient d'un seul essieux moteur mais la plupart en comportaient un par caisse (de 85 CV / 62.5 kW sous 318 volts). Le moteur, suspendu, était couplé à l'essieu côté intercirculation sur les engins bicaisse, et dans la voiture intermédiaire sur les engins tricaisse. Ils étaient couplé en série, le manipulateur permettant le shuntage. Malgré leur conception ancienne, ils disposaient du freinage par récupération. 
Vu leur succès, et vu que leur mode de traction particulier ne permettait pas d'y atteler de remorque, 8 engins seront livrés avec une troisième caisse (comportant les deux seuls essieux moteur de la rame). Une partie avec des caisses intermédiaires courtes, une autre avec des caisses longues.
La technologie des batteries s'améliora au gré de leur remplacement périodique, de sorte qu'un engin bicaisse pu mener un trajet de 400 km sur une seule charge. 
- VGC 185 (1908) : 420 Ah / 134 kWh / 18.0t pour environ 100 km d'autonomie
- 6GC 185 (1912) : 504 Ah / 160 kWh / 20.0t pour environ 130 km d'autonomie
- 6GC 235 (1913) : 642 Ah / 204 kWh / 25.5t pour environ 280 km d'autonomie
- 8 TM 450 (1913) : 633 Ah / 201 kWh / 19.0t pour environ 165 km d'autonomie
- 8 TM 645 (1923) : 920 Ah / 293 kWh / 23.3t pour environ 300 km d'autonomie

L'autonomie des engins tricaisse était beaucoup plus faible en raison du poids plus élevé dans cette configuration (100-110 km avec les batteries 6GC235, 180 km avec les 8 TM 645), les limitant à des usages spécifiques. Une taxonomie spécifique différenciant les sous-séries en fonction de leurs batteries et de leur composition :
- A2 (bicaisse - batteries VGC 185 - moteurs de 85 CV)
- A3 (bicaisse - batteries 6GC 185 - moteurs de 85 CV)
- A4 (bicaisse - batteries 8 TM 450 - moteurs de 85 CV)
- A5 (tricaisse - batteries 6 GC 235 - moteurs de 90 CV)
- A6 (tricaisse - batteries 8 TM 645 - moteurs de 90 CV)

La charge sur l'essieu supportant initialement le compartiment à batteries (environs de 20 tonnes) ne permettait pas à ces engins de parcourir les lignes les moins bien armées, aussi fut-il décidé d'ajouter un essieu supplémentaire - solidaire du châssis - sous ce compartiment à partir de la seconde sous-série (la première fut modifiée également). 
Leur caisse était en bois, recouvert d'un platelage métallique (à l'exception des deux premiers engins produits). Le chauffage ne pouvant être dérivé d'un moteur thermique, il était assuré par des poêles à charbon, comme sur le matériel remorqué de l'époque. La plupart des engins ne comportaient qu'une intercirculation de service, inaccessible aux voyageurs, mais les engins tricaisses comportaient pour la plupart une intercirculation à soufflet, permettant d'atteindre les WC installés uniquement dans les caisses d'extrémité.  
Lors de leur création, les chemins de fer prussiens comptaient quatre classes, et ces engins proposaient des places dans les deux ou trois classes inférieures, avec du mobilier en bois, rehaussé de coussins dans les classes supérieures. La quatrième classe (supprimée en 1928) comportait assez peu de places assises et servait au besoin de fourgon. Elle était disposée autour des plateformes d'accès. Il exista plusieurs variantes de répartition entre classes, adaptées au gré des besoins et des dépôts. 

## Histoire
Quatre sous-séries virent le jour : 
- En 1907, la SA pour la construction de wagons de chemin de fer et de machinerie de Breslau (future Linke-Hoffman puis Alstom Breslau) fut chargée de la construction des caisses et AEG de la chaine de traction de 57 premiers exemplaires bicaisse.
- En 1910 : 36 engins supplémentaires, construits par divers sociétés.
- En 1912 : 35 engins supplémentaires
- En 1915 : une dernière tranche de 35 engins

Elles étaient initialement peintes en "vert wagon". Les KPEV adoptèrent ensuite une couleur différenciée dans chaque classe et l'appliquèrent à ces engins.
Après la Première Guerre mondiale, 18 engins furent cédés aux Chemins de fer polonais au titre de dommages de guerre dont dix survécurent au second conflit mondial. Dans les années 1960, certains furent convertis en autorails de service, notamment pour l'inspection de la caténaire, certains jusqu'à la fin des années 1980.
Après la Seconde Guerre mondiale, leur robustesse et le manque de matières premières incita les chemins de fer allemands et polonais à en remettre un maximum en état de marche. En Allemagne de l'est, la rareté des batteries les fit réformer entre 1952 et 1954, faute de batteries disponibles. En Allemagne de l'ouest, les engins bicaisse seront renumérotés ETA 178 et les tricaisse ETA 180. Quelques engins reconstruits ultérieurement avec une chaine de traction sous 400 volts seront immatriculés dans la série ETA 177.
La série 581/82 à 615/16 de 1926 (donc commandée par la Deutsche Reichsbahn, et devenue ETA 179 à la DB après la Seconde Guerre mondiale) en constitue la descendance directe. Ces engins bicaisses à la technologie identique furent mis en service en 1926. Les principales différences de conception sont d'une part le positionnement des batteries sous le plancher et d'autre part une répartition équidistante des trois essieux de chaque caisse. 

## Conservation
Un seul engin a survécu, en Pologne : la Ma 090 802, ex KPEV AT 543/544. Elle avait été utilisée comme autorail de caténaire à partir des années 1960 et a été restaurée dans son état d'autorail pour le transport de voyageurs en 1995, avec reconstruction intégrale de l'aménagement intérieur. Elle est conservée par la Polskie Stowarzyszenie Miłośników Kolei (Association polonaise des amis des chemins de fer) au Musée de Skierniewice en état statique faute d'avoir reçu de nouvelles batteries.
Un engin de la série 581/82 à 615/16 est préservé (en assez mauvais état) le par Thüringer Eisenbahnverein e. V. à Weimar.